# Maroboduus
Maroboduus eller Marbod, född ca.18 f.Kr, död.37 e.Kr., var en kung av markomannerna, ett germanskt suebiskt folk. Han tillbringade en del av sin ungdom i Rom, och återvände för att finna sitt folk under press från invasioner av det romerska riket mellan Rhen och Elbe. Han ledde dem in i skogarna i Böhmen, nära Quadi som redan bodde i närheten av, och etablerade en stor allians.
Namnet "Maroboduus" kan delas upp i två keltiska element, māro- som betyder "stor" och bodwos som betyder "korp".
Maroboduus föddes i en markomannersk adlig familj. Som ung bodde han i Italien och åtnjöt kejsar Augustus gunst. Marcomannierna hade slagits fullständigt av romarna 10 f.Kr. Omkring 9 f.Kr. återvände Maroboduus till Germanien och blev härskare över sitt folk. För att hantera hotet från romersk expansion i Rhen - Donau bassängen, ledde han Marcomannien till området senare känd som Bohemia ligga utanför området för den romerska inflytande. Där tog han titeln kung och organiserade en sammanslutning av flera närliggande germanska stammar. Han var den första dokumenterade härskaren i Böhmen med en regering.
Augustus planerade år 6 e.Kr. att förstöra kungariket Maroboduus, som han ansåg vara för farligt för romarna. Den blivande kejsaren Tiberius befallde 12 legioner att attackera Marcomanni, men utbrottet av en revolt i Illyria och behovet av trupper där tvingade Tiberius att ingå ett fördrag med Maroboduus och erkänna honom som kung.
Hans rivalitet med Arminius, den cheruskanska ledaren som tillfogade romarna det förödande nederlaget i slaget vid Teutoburgskogen under Publius Quinctilius Varus år 9 e.Kr., förhindrade en samordnad attack mot romerskt territorium över Rhen i norr (av Arminius) och i den Donau bassängen i söder (genom Maroboduus).
Enligt historikern Marcus Velleius Paterculus efter första århundradet e.Kr. skickade Arminius Publius Quinctilius Varus huvud till Maroboduus, men kungen av Marcomanni skickade det till Augustus. I hämndkriget av Tiberius och Germanicus mot Cherusci förblev Maroboduus neutral.
År 17 e.Kr. utbröt krig mellan Arminius och Maroboduus och efter en obeslutsam strid drog sig Maroboduus tillbaka in i de kuperade skogarna i Böhmen 18 e.Kr.  Nästa år återvände Catualda, en ung adelsman från Marcomann som levde i exil bland gutonerna, kanske genom en subversiv romersk intervention, och besegrade Maroboduus. Den avsatte kungen hade inget annat val än att fly till Italien, och Tiberius försatte honom i exil under 18 år i Ravenna, där Maroboduus till slut avled år 37 e.Kr.